# Clement Comer Clay
Clement Comer Clay, né le 17 décembre 1789 dans le comté de Halifax (Virginie) et mort le 7 septembre 1866 à Huntsville (Alabama), est un homme politique démocrate américain. Il est gouverneur de l'Alabama entre 1835 et 1837, puis sénateur du même État.

## Biographie
Il est le père de Clement Claiborne Clay, sénateur de l’Alabama.